# Processa
Processa is een geslacht van kreeftachtigen uit de klasse van de Malacostraca (hogere kreeftachtigen).

## Soorten
- Processa acutirostris Nouvel & Holthuis, 1957
- Processa aequimana (Paul'son, 1875)
- Processa affinis Hayashi, 1975
- Processa australiensis Baker, 1907
- Processa austroafricana Barnard, 1947
- Processa bermudensis (Rankin, 1900)
- Processa borboronica Holthuis, 1951
- Processa brasiliensis Christoffersen, 1979
- Processa canaliculata Leach, 1815 [in Leach, 1815-1875]
- Processa compacta Crosnier, 1971
- Processa crosnieri Noël, 1986
- Processa demani Hayashi, 1975
- Processa dimorpha Hayashi, 1975
- Processa elegantula Nouvel & Holthuis, 1957
- Processa famelica Manning & C.W.J. Hart, 1991
- Processa filipes Komai & Fujita, 2014
- Processa fimbriata Manning & Chace, 1971
- Processa foresti Noël, 1986
- Processa gracilis Baker, 1907
- Processa guyanae Holthuis, 1959
- Processa hawaiensis (Dana, 1852)
- Processa hayashii Komai & Fujita, 2014
- Processa hemphilli Manning & Chace, 1971
- Processa indica Noël, 1986
- Processa intermedia Holthuis, 1951
- Processa kotiensis (Yokoya, 1933)
- Processa longirostris Hayashi, 1975
- Processa macrodactyla Holthuis, 1952
- Processa macrognatha (Stimpson, 1860)
- Processa macrophthalma Nouvel & Holthuis, 1957
- Processa manningi De Grave & Felder, 2012
- Processa moana Yaldwyn, 1971
- Processa namibiensis Macpherson, 1983
- Processa neglecta Hayashi, 1975
- Processa packeri Manning & Chace, 1990
- Processa parva Holthuis, 1951
- Processa peruviana Wicksten, 1983
- Processa philippinensis Noël, 1986
- Processa pontica (Sowinsky, 1882)
- Processa processa (Spence Bate, 1888)
- Processa profunda Manning & Chace, 1971
- Processa pygmaea Burukovsky, 1990
- Processa riveroi Manning & Chace, 1971
- Processa robusta Nouvel & Holthuis, 1957
- Processa sulcata Hayashi, 1975
- Processa vicina Manning & Chace, 1971
- Processa vossi Manning, 1992
- Processa wheeleri Lebour, 1941
- Processa zostericola Hayashi, 1975